# Estación Llampos
Llampos fue una estación ferroviaria correspondiente al Longitudinal Norte ubicada en la comuna de Copiapó, en la Región de Atacama, Chile. La estación fue construida como parte de la extensión de las vías entre el sistema de ferrocarriles de la estación Inca de Oro-estación Pueblo Hundido, lo que posteriormente conllevó a ser parte del Longitudinal Norte. Actualmente la estación no se encuentra en operaciones.

## Historia
La estación es originalmente parte de la extensión que unió a la estación Chulo y estación Inca de Oro, y por ende el sistema de ferrocarriles de la estación Inca de Oro-estación Pueblo Hundido con el ferrocarril Caldera-Copiapó. El proyecto originalmente comenzó a ser estudiado el 10 de junio de 1903, la enrieladura fue terminada el 20 de octubre de 1909 y fue inaugurado en 1910. Esta es una de las dos estaciones en el recorrido que fueron construidas junto con la vía. En 1922 seguía sirviendo para operaciones de transporte de productos mineros.
La estación fue suprimida mediante decreto del 28 de julio de 1978. Se ha destacado que además de los cimientos de la estación más moderna, se encuentra una garita de concreto y lo que parecen ser cimientos y restos de edificios de la estación aún más antiguos. La estación poseía una vía principal y una vía local (la cual ha sido levantada). La estación servía como zona de transporte de pasajeros para el pueblo de Llampos, actualmente un pueblo fantasma.